# Norbert Rolshausen
Norbert Rolshausen (* 14. April 1962 in Saarbrücken) ist ein ehemaliger deutscher Fußballspieler.

## Karriere
Der Saarbrücker Norbert Rolshausen begann seine Profikarriere beim 1. FC Saarbrücken. Am 15. Dezember 1979 debütierte er, als 17-Jähriger, in der 2. Bundesliga. Es folgte ein weiteres Spiel in der Spielzeit 1979/80, ehe er 1980/81 zu mehr Einsatzzeiten, wenn auch häufig als Einwechselspieler, kam. Am Ende dieser Saison stand der Abstieg. Aufgrund der Zusammenlegung der zwei Staffeln der zweiten Liga musste 1980/81 jeweils die Hälfte der Mannschaften absteigen.
Rolshausen verließ den Verein und schloss sich dem französischen Klub CSO Amnéville an. Die Mannschaft aus Lothringen nahe der saarländischen Grenze spielte seinerzeit in der dritten französischen Liga. Rolshausen blieb über mehrere Jahre in Frankreich. Es folgten für ihn die Stationen CS Louhans-Cuiseaux (1983/84; Division 2) und CS Sedan (1984–1986; Division 2).
1986 ging er zum FSV Salmrohr und kehrte damit nach Deutschland zurück. Salmrohr war gerade in die 2. Bundesliga aufgestiegen. Mit 13 Toren war er 1986/87 erfolgreichster Torschütze der Mannschaft, konnte aber nicht den Abstieg in die Oberliga verhindern. 1988/89 war er noch einmal in Frankreich, beim AS Saargemünd, aktiv. 1989/90 trat er in der Bayernliga für den TSV 1860 München an. Bei den Löwen wurde er, im höherklassigen Fußball durchaus ungewöhnlich, ausschließlich pro Einsatz bezahlt. Nach einer Saison in München spielte er noch in seiner saarländischen Heimat für den SV 09 Fraulautern. Rolshausen musste seine Karriere wegen einer schweren Schienbeinverletzung beenden.
Als Trainer betreute er unter anderem den SV Hofeld und den FC Kleinblittersdorf. In Kleinblittersdorf hatte er zur Saison 2010/11 sein Amt angetreten. Im November 2010 trennte man sich einvernehmlich. Nach einer weiteren Station beim FV Fechingen betreut Rolshausen seit 2015 den FV Biesingen.